# جان مارشال (فیلم‌ساز)
جان کندی مارشال (انگلیسی: John Kennedy Marshall؛ ‏ ۱۲ نوامبر ۱۹۳۲ – ۲۲ آوریل ۲۰۰۵) انسان‌شناس، فیلم‌ساز و فیلم‌بردار اهل ایالات متحده آمریکا بود.
او بیشتر بابت آثار مستندش در کشور نامیبیا دربارهٔ مردمان کونگ و بوشمن شناخته می‌شود.
از فیلم‌های او می‌توان به شکارچیان اشاره کرد.